# 尼尔斯·托普
Niels Torp AS是一家挪威奥斯陆的建筑设计公司。 公司以其创建者Niels Torp命名。.

## 杰作
尼尔斯·托普善于设计航空类建筑
- 北欧航空总部（英语：SAS Frösundavik Office Building）（瑞典索尔纳市)[3]
- 水岸（英语：Waterside (building)）（伦敦哈灵顿区哈默兹沃斯，英国航空总部）[4]
- 约旦皇家航空总部（约旦阿曼）[5]
- 挪威奥斯陆Gardermoen机场

## 链接
- Niels Torp （页面存档备份，存于）